# Paula Kania-Choduń
Paula Kania-Choduń (* 6. November 1992 in Sosnowiec als Paula Kania) ist eine ehemalige polnische Tennisspielerin.

## Karriere
Kania, die laut ITF-Profil Hartplätze bevorzugt, begann im Alter von sieben Jahren mit dem Tennissport.
Ihr größter Erfolg war der Titelgewinn am 15. September 2012 beim WTA-Turnier in Taschkent in der Doppelkonkurrenz. Darüber hinaus gewann sie auf ITF-Turnieren fünf Einzel- und 14 Doppeltitel.
Mit ihrem Finaleinzug bei den Hartplatzturnieren von Istanbul und von Stanford machte sie in der Doppelweltrangliste im August 2014 einen Sprung unter die Top 100. Im Mai 2016 erreichte sie mit Platz 58 ihr bisheriges Karrierehoch.
Beim Doppelwettbewerb der US Open stand sie 2014 erstmals in der zweiten Runde eines Grand-Slam-Turniers. 2015 erreichte sie bei den French Open das Achtelfinale.
Im Februar 2013 spielte sie erstmals für die polnische Fed-Cup-Mannschaft; in ihrer Fed-Cup-Bilanz stehen zwei Siege und fünf Niederlagen zu Buche.
Seit November 2022 ist sie nicht mehr international aktiv.

## Turniersiege

### Einzel
| Nr. | Datum             | Turnier     | Kategorie   | Belag     | Finalgegnerin   | Ergebnis       |
| --- | ----------------- | ----------- | ----------- | --------- | --------------- | -------------- |
| 1.  | 5. September 2010 | Gliwice     | ITF $10.000 | Sand      | Anna Korzeniak  | 7:62, 3:6, 7:5 |
| 2.  | 24. Juli 2011     | Horb        | ITF $10.000 | Sand      | Carina Witthöft | 4:6, 6:4, 7:5  |
| 3.  | 7. Juli 2013      | Toruń       | ITF $25.000 | Sand      | Katarzyna Piter | 6:4, 6:4       |
| 4.  | 2. November 2013  | Taipeh      | ITF $50.000 | Hartplatz | Sarina Dijas    | 6:1, 6:3       |
| 5.  | 10. August 2014   | Landisville | ITF $25.000 | Hartplatz | Ons Jabeur      | 5:7, 6:3, 6:4  |

### Doppel
| Nr. | Datum              | Turnier             | Kategorie         | Belag         | Partnerin                    | Finalgegnerinnen                         | Ergebnis         |
| --- | ------------------ | ------------------- | ----------------- | ------------- | ---------------------------- | ---------------------------------------- | ---------------- |
| 1.  | 18. Juli 2010      | Piešťany            | ITF $10.000       | Sand          | Veronika Domagala            | Gabriela Horáčková Petra Krejsová        | 6:1, 6:1         |
| 2.  | 19. März 2011      | Amiens              | ITF $10.000       | Sand (i)      | Barbara Sobaszkiewicz        | Iveta Gerlová Lucie Kriegsmannová        | 3:6, 6:4, [10:6] |
| 3.  | 24. Juli 2011      | Horb                | ITF $10.000       | Sand          | Katarzyna Kawa               | Vaszilisza Bulgakova Christina Shakovets | 1:6, 6:3, [10:2] |
| 4.  | 21. Januar 2012    | Stuttgart-Stammheim | ITF $10.000       | Hartplatz (i) | Xenija Lykina                | Ljudmyla Kitschenok Nadija Kitschenok    | 6:4, 6:3         |
| 5.  | 11. März 2012      | Fort Walton Beach   | ITF $25.000       | Hartplatz     | Madison Brengle              | Jelena Bowina Alizé Lim                  | 6:3, 6:4         |
| 6.  | 4. Mai 2012        | Moskau              | ITF $25.000       | Hartplatz (i) | Palina Pechawa               | Tatjana Kotelnikowa Lidsija Marosawa     | 6:4, 3:6, [10:7] |
| 7.  | 15. September 2012 | Taschkent           | WTA International | Hartplatz     | Palina Pechawa               | Anna Tschakwetadse Wesna Dolonz          | 6:2, Aufgabe     |
| 8.  | 19. Oktober 2012   | Sevilla             | ITF $25.000       | Sand          | Katarzyna Piter              | Aleksandrina Najdenowa Teliana Pereira   | 5:7, 6:4, [10:6] |
| 9.  | 1. Juni 2013       | Maribor             | ITF $25.000       | Sand          | Magda Linette                | Mailen Auroux María Irigoyen             | 6:3, 6:0         |
| 10. | 14. Juni 2013      | Padua               | ITF $25.000       | Sand          | Irina Pawlowna Chromatschowa | Cristina Dinu Maša Zec Peškirič          | 6:3, 6:1         |
| 11. | 6. Juli 2013       | Toruń               | ITF $25.000       | Sand          | Magda Linette                | Julija Bejhelsymer Elena Bogdan          | 6:2, 4:6, [10:5] |
| 12. | 25. Oktober 2013   | Casablanca          | ITF $25.000       | Sand          | Walerija Solowjowa           | Cecilia Costa Melgar Anastasia Grymalska | 7:63, 6:4        |
| 13. | 9. Mai 2015        | Tunis               | ITF $50.000       | Sand          | María Irigoyen               | Julie Coin Stéphanie Foretz              | 6:1, 6:3         |
| 14. | 13. September 2020 | Saint-Malo          | ITF W60           | Sand          | Katarzyna Piter              | Magdalena Fręch Viktorija Golubic        | 6:2, 6:4         |
| 15. | 20. Februar 2021   | Altenkirchen        | ITF W25           | Teppich (i)   | Julia Wachaczyk              | Viktorija Golubic Ylena In-Albon         | 7:65, 6:4        |

## Persönliches
Im Juni 2020 heiratete Kania den Physiotherapeuten und Arzt Paweł Choduń, den sie während ihrer Verletzungspause ab 2015 kennengelernt hat.